# Krasnosielskoje (obwód leningradzki)
Krasnosielskoje (ros. Красносельское) – osiedle w Rosji, w obwodzie leningardzkim, w rejonie wyborskim. W 2010 liczyło 1217 mieszkańców.